# 2486 Metsähovi
A 2486 Metsähovi (ideiglenes jelöléssel 1939 FY) a Naprendszer kisbolygóövében található aszteroida. Yrjö Väisälä fedezte fel 1939. március 22-én, Turkuban.